# Паламарчук, Георгий Михайлович
Гео́ргий Миха́йлович Паламарчу́к (15 января 1919 — 10 октября 2007) — Герой Советского Союза, командир торпедного катера ТКА-12, старший лейтенант. Отец писателя, литературоведа, историка Петра Паламарчука.

## Биография
Родился в городе Первомайске Николаевской области. Учился в Одесском институте инженеров морского транспорта, окончил 2 курса. С 1939 года на службе в военно-морском флоте. В 1941 году окончил Каспийское высшее военно-морское училище имени С. М. Кирова.
На фронтах Великой Отечественной войны с ноября 1941 года. В составе 74-й отдельной морской стрелковой бригады принимал участие в битве под Москвой. Командовал взводом, батальоном. Был ранен, после излечения был направлен на Северный флот.
Принял командование торпедным катером ТКА-12, которым ранее командовал А. О. Шабалин. За время службы к апрелю 1944 года принял участие в 80 боевых походах, спас 6 лётчиков, высаживал десант на территорию противника, участвовал в постановке минных заграждений в водах противника.
22 декабря 1943 года совместно с катером ТКА-201 под командованием старшего лейтенанта Д. Л. Холодного участвовал в результативной атаке вражеского конвоя, состоящего из эсминца, шести сторожевых кораблей, десяти катеров-морских охотников и четырёх тральщиков, прикрывавших три больших транспорта. Первым прорвался к цели и в торпедной атаке потопил миноносец, катер Дмитрия Холодного потопил транспорт водоизмещением 5000 тонн (несколько позднее два сторожевых корабля из этого же конвоя потопил катер Шабалина). В этом бою был ранен в обе ноги, но не оставил боевого поста, пока не привёл катер с развороченным машинным отделением на базу.
Указом Президиума Верховного Совета СССР «О присвоении звания Героя Советского Союза офицерскому и сержантскому составу Военно-Морского флота» от 22 февраля 1944 года за «образцовое выполнение боевых заданий командования на фронте борьбы с немецкими захватчиками и проявленные при этом отвагу и геройство» удостоен звания Героя Советского Союза с вручением ордена Ленина и медали «Золотая Звезда»
После войны продолжал службу в ВМФ. В 1975 году в звании капитана 1-го ранга вышел в запас.
Жил в Москве. До 1993 года работал старшим экспертом по вопросам кораблестроения и морских технологий Государственного комитета по науке и технике.
Умер 10 октября 2007 года. Похоронен в Москве на Троекуровском кладбище.

## Награды
- Герой Советского Союза (медаль № 3208).
- Орден Ленина.
- Орден Красного Знамени.
- Орден Отечественной войны 1 степени.
- Два ордена Красной Звезды.
- Орден «За службу Родине в Вооружённых Силах СССР» 3 степени.
- Медали.
- Наградное оружие — 9-мм пистолет Parabellum обр.1908 года (является экспонатом в Центральном музее Вооружённых Сил).

## Память

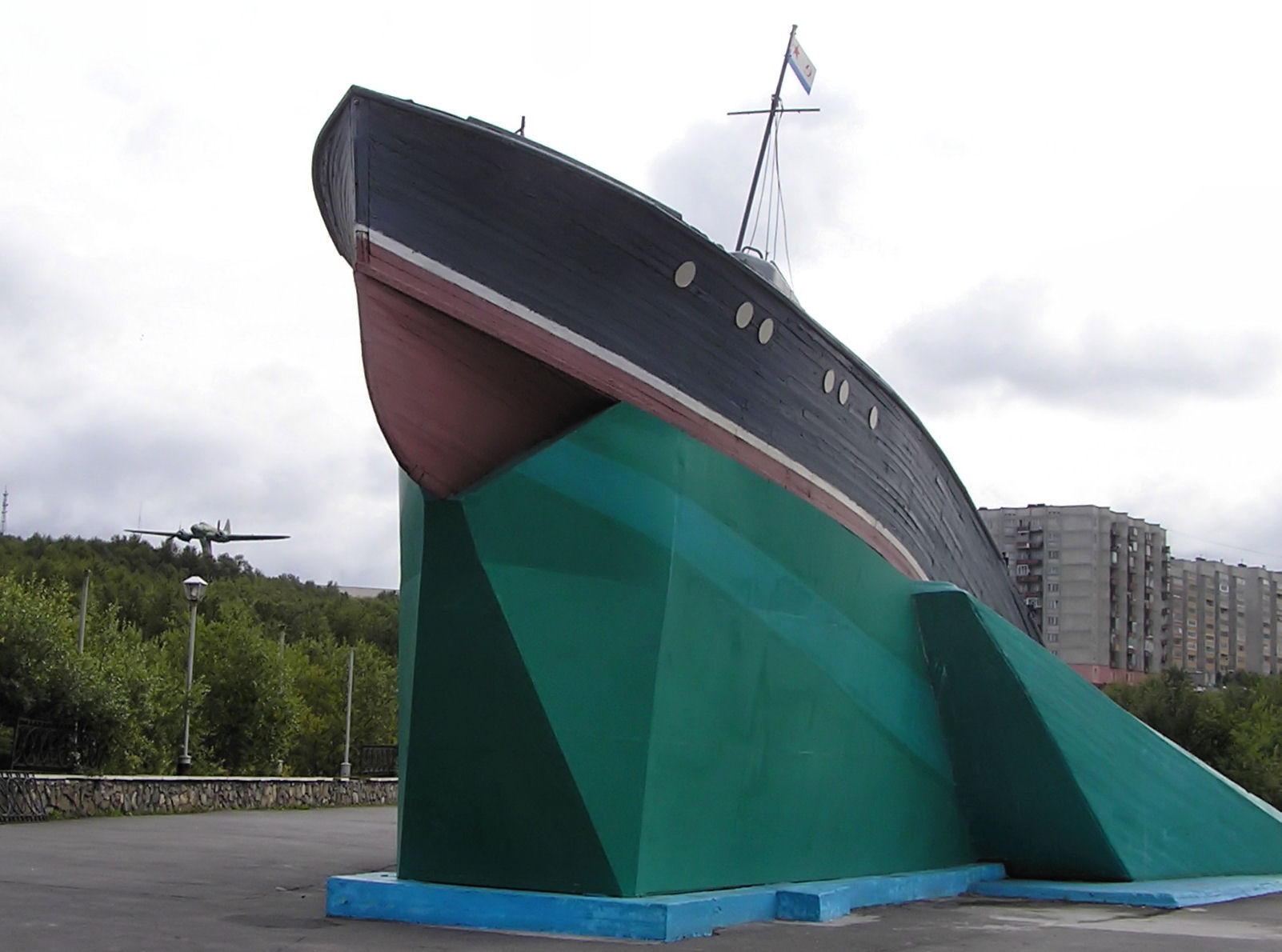
Торпедный катер ТКА-12, которым командовал А. О. Шабалин. г. Североморск Мурманской области.

- Мемориальная доска на доме 13 корп. 1 по Ленинградскому шоссе в Москве. (У его сына П. Г. Паламарчука есть «московское предание» «Два выхода», где фигурирует этот дом, который обоими крыльями выходит к двум выходам станции метро «Войковская»).

### Торпедный катер «ТКА-12»
Учитывая большие боевые заслуги легендарного катера, которым командовали А О. Шабалин и Г. М. Паламарчук, решением начальника Главного штаба ВМФ СССР от 14 июня 1945 года торпедный катер «ТКА-12» был передан музею Северного флота. 31 июля 1983 года торпедный катер «ТКА-12» был установлен на постамент на площади Мужества в городе Североморске Мурманской области (архитекторы В. В. Алексеев, В. А. Гопак, инженер А. П. Страшный).